# Patricio Araujo
Patricio Gabriel Araujo Vázquez (Colima, Colima, México; 30 de enero de 1988) es un exfutbolista y atleta mexicano; jugaba en la posición de mediocampista de recuperación.

## Trayectoria

### C. D. Guadalajara
Xavier Azcargorta le otorgó la oportunidad de debutar en la Primera División de México con las Chivas Rayadas del Guadalajara el 28 de octubre de 2005, enfrentando a Morelia en el Estadio Jalisco, en partido correspondiente a la Jornada 14 del Apertura 2005; el "Pato", portando el número 78, inició como titular y fue sustituido por Miguel Sabah en el minuto 76. El partido finalizó 1-2 a favor de Morelia.
Fue parte del equipo que logró el campeonato en el Apertura 2006, al vencer a Toluca por marcador global de 3-2 (Estadio Jalisco 1-1 y Estadio Nemesio Díez 1-2).

### Club Puebla
Al no entrar en planes de José Manuel de la Torre, entrenador de las Chivas Rayadas, el jugador fue puesto transferible. El 12 de junio de 2015 se convirtió en nuevo refuerzo del Club Puebla, en compra definitiva por 3 millones de dólares.

### Celaya
Luego de estar un año sin actividad, el 16 de julio de 2019 fue anunciado como nuevo jugador del Celaya de la Liga de Ascenso de México.

## Clubes
| Club                  | País   | Año           |
| --------------------- | ------ | ------------- |
| Club Guadalajara      | México | 2005-2015     |
| Chivas Coras (Cárnet) | México | Clausura 2006 |
| Tapatío (Cárnet)      | México | 2006-2009     |
| Club Puebla           | México | 2015-2018     |
| Celaya                | México | Apertura 2019 |

### Partidos y goles
| Competencia                      | Partidos | Goles |
| -------------------------------- | -------- | ----- |
| Primera División de México       | 334      | 7     |
| Copa México                      | 39       | 1     |
| Copa Libertadores                | 28       | 0     |
| Primera División 'A'             | 14       | 0     |
| Copa Sudamericana                | 11       | 0     |
| Liga de Campeones de la Concacaf | 6        | 0     |
| InterLiga                        | 4        | 0     |
| SuperLiga                        | 3        | 0     |
| Total                            | 439      | 8     |

## Selección nacional

### Sub-17
Araujo formó parte del plantel que conquistó la Copa Mundial de Fútbol Sub-17 de 2005 celebrada en Perú, bajo las órdenes del entrenador Jesús Ramírez. En la final, fue capitán y luego de vencer a Brasil, alzó el trofeo en el Estadio Nacional del Perú. 
| Mundial | Sede | Resultado | Partidos | Goles |
| ------- | ---- | --------- | -------- | ----- |
| Sub-17  | Perú | Campeón   | 6        | 0     |

| Fecha            | Estadio                         | Encuentro      | Resultado    |
| ---------------- | ------------------------------- | -------------- | ------------ |
| 16 de septiembre | Estadio Nacional del Perú, Lima | Fecha 1        | 0-2          |
| 19 de septiembre | Estadio Nacional del Perú, Lima | Fecha 2        | 3-0          |
| 22 de septiembre | Estadio Miguel Grau, Piura      | Fecha 3        | 1-2          |
| 25 de septiembre | Estadio Miguel Grau, Piura      | 4tos. de final | 1-3 (a.e.t.) |
| 29 de septiembre | Estadio Elías Aguirre, Chiclayo | Semifinal      | 4-0          |
| 2 de octubre     | Estadio Nacional del Perú, Lima | Final          | 3-0          |

### Sub-20
Fue convocado por Jesús Ramírez para acudir a la Copa Mundial de Fútbol Sub-20 de 2007 en Canadá. Dentro del torneo, jugó 4 de los 5 partidos que sostuvo el representativo nacional. México perdió ante Argentina en 4tos. de final.
| Certamen       | Sede   | Resultado        | Partidos | Goles |
| -------------- | ------ | ---------------- | -------- | ----- |
| Mundial Sub-20 | Canadá | Cuartos de final | 4        | 0     |

### Sub-23
Fue convocado por Hugo Sánchez para disputar el Preolímpico de Concacaf de 2008 en Estados Unidos.
México finalizó en el tercer puesto del Grupo B y quedó fuera de la posibilidad de buscar un boleto para asistir a los Juegos Olímpicos de Pekín 2008. 
| Certamen    | Sede           | Resultado      | Partidos | Goles |
| ----------- | -------------- | -------------- | -------- | ----- |
| Preolímpico | Estados Unidos | Fase de grupos | 2        | 0     |

### Absoluta
Bajo la dirección técnica de Hugo Sánchez, debutó con la Selección mayor de México el 22 de agosto de 2007, en un partido amistoso ante Colombia en Dick's Sporting Goods Park (Commerce City, Colorado).
|                    | PJ | Minutos | Goles | Asistencias | Periodo   |
| ------------------ | -- | ------- | ----- | ----------- | --------- |
| Selección mexicana | 7  | 413     | 0     | 0           | 2007-2010 |

| Fecha                    | Rival           | Estadio                                    | Resultado | Competencia |
| ------------------------ | --------------- | ------------------------------------------ | --------- | ----------- |
| 22 de agosto de 2007     | Colombia        | Dick's Sporting Goods Park, Commerce City  | 0-1       | Amistoso    |
| 17 de octubre de 2007    | Guatemala       | Los Angeles Memorial Coliseum, Los Angeles | 2-3       | Amistoso    |
| 9 de septiembre de 2009  | Panamá          | Estadio Cuauhtémoc, Puebla                 | 1-0 *     | Amistoso    |
| 16 de abril de 2008      | China           | Lumen Field, Seattle                       | 1-0       | Amistoso    |
| 8 de junio de 2008       | Perú            | Soldier Field, Chicago                     | 4-0       | Amistoso    |
| 30 de septiembre de 2009 | Colombia        | Cotton Bowl, Dallas                        | 1-2       | Amistoso    |
| 17 de marzo de 2010      | Corea del Norte | Estadio Corona TSM, Torreón                | 2-1       | Amistoso    |

* Suspendido por lluvia. 

#### Participaciones en Selección nacional
| Categoría | Competencia                           | Sede           | Resultado      |
| --------- | ------------------------------------- | -------------- | -------------- |
| Sub-17    | Copa Mundial de Fútbol Sub-17 de 2005 | Perú           | Campeón        |
| Sub-20    | Copa Mundial de Fútbol Sub-20 de 2007 | Canadá         | 4tos. de final |
| Sub-23    | Preolímpico de Concacaf de 2008       | Estados Unidos | Fase de grupos |

## Palmarés

### Campeonatos nacionales
| Categoría                  | Título                      | Club             | País   |
| -------------------------- | --------------------------- | ---------------- | ------ |
| Primera División de México | Apertura 2006               | Club Guadalajara | México |
| Copa México                | Supercopa de México 2014-15 | Club Puebla      | México |

### Campeonatos internacionales
| Título                                | Club                      | Sede               | Año  |
| ------------------------------------- | ------------------------- | ------------------ | ---- |
| Torneo Sub-17 de la Concacaf de 2005  | Selección Mexicana Sub-17 | Culiacán y Heredia | 2005 |
| Copa Mundial de Fútbol Sub-17 de 2005 | Selección Mexicana Sub-17 | Perú               | 2005 |

### Otro campeonato
| Título         | Club             | Sede           | Año  |
| -------------- | ---------------- | -------------- | ---- |
| InterLiga 2009 | Club Guadalajara | Estados Unidos | 2009 |

## Exatlón México
En 2018 ingresa en la segunda edición del reality deportivo Exatlón México, producido por TV Azteca, en dicha competencia Araujo clasificó hasta la final donde quedó subcampeón seguido de Aristeo Cazares el ganador absoluto de la rama varonil.
Para 2020 regresa con una oportunidad en Exatlón México en la cuarta edición nombrada "Titanes Vs. Héroes" en donde se proclamó ganador de rama varonil superando a Javier Marquez.
En 2023 reingresa una vez más para la séptima edición llamada La Nueva Era, en esta temporada Patricio se corona de nueva cuenta como ganador indiscutible en la rama varonil.
En 2024 participa de nueva cuenta, ahora en la octava edición del reality.